# Max Baltensberger
Max Baltensberger (fl. XX secolo) è stato un calciatore svizzero, di ruolo difensore.

## Carriera

### Club
Ha sempre giocato nel campionato svizzero.

### Nazionale
Con la nazionale ha partecipato ai Giochi Olimpici nel 1928.

## Palmarès

### Club

#### Competizioni nazionali
- Coppa Svizzera: 1

Servette: 1927-1928